# Usina Hidrelétrica de Piau
A Usina Hidrelétrica de Piau é uma usina hidrelétrica brasileira localizada no município de Piau, estado de Minas Gerais.
A usina está instalada no rio Novo, também chamado de rio do Pinho ou rio Piau. Sua operação iniciou-se no ano de 1955. Atualmente é operada pela Companhia Energética de Minas Gerais S.A. (CEMIG).
A barragem da usina possui 95 metros de comprimento e altura de 24 metros. O reservatório constituído pela barragem apresenta área alagada de 0,37 km² e um volume útil de 420 000 m³. A casa de força abriga duas unidades geradoras, totalizando uma potência instalada de 18,012 MW.